# Teodor Jur'evič Vul'fovič
Teodor Jur'evič Vul'fovič (in russo Теодор Юрьевич Вульфович?; Kogon, 10 giugno 1923 – Mosca, 24 marzo 2004) è stato un regista sovietico.

## Filmografia parziale

### Regista
- Ulica N'jutona, dom 1 (1963)
- Krepkij orešek (1967)
- Poslanniki večnosti (1970)
- Tovarišč general (1973)